# ゆめタウン浜田
ゆめタウン浜田（ゆめタウンはまだ）は、島根県浜田市にある株式会社イズミが運営する総合スーパーである。

## 施設概要
- 所在地：島根県浜田市港町227番地1
- 建物：地上5階建て（4階・5階は駐車場）
- 駐車場：850台
- 営業時間：9:30-21:00（食品売場は9:00-21:00）

## 館内
1階は主に食品、2階はファッション･雑貨、3階は子供服･玩具、フードコーナーで構成されている。

## 主なテナント
- ザ・ダイソー
- auショップゆめタウン浜田
- ソフトバンクゆめタウン浜田
- 宝くじ売り場

- マクドナルド
- サーティワンアイスクリーム
- ジュエルカフェ
- 無印良品
- キャッシュコーナー
  - 山陰合同銀行
  - 島根銀行
  - 中国労働金庫
  - 日本海信用金庫
  - 島根県農業協同組合
  - ゆうちょ銀行広島支店ゆめタウン浜田内出張所

## アクセス
- バス
  - 石見交通合同庁舎停留所で下車して徒歩で約5分

## 周辺
- ヤマダ電機テックランド浜田港町店
- ジュンテンドー浜田店
- 島根県合同庁舎